# St. Sebastian (Eslarn)

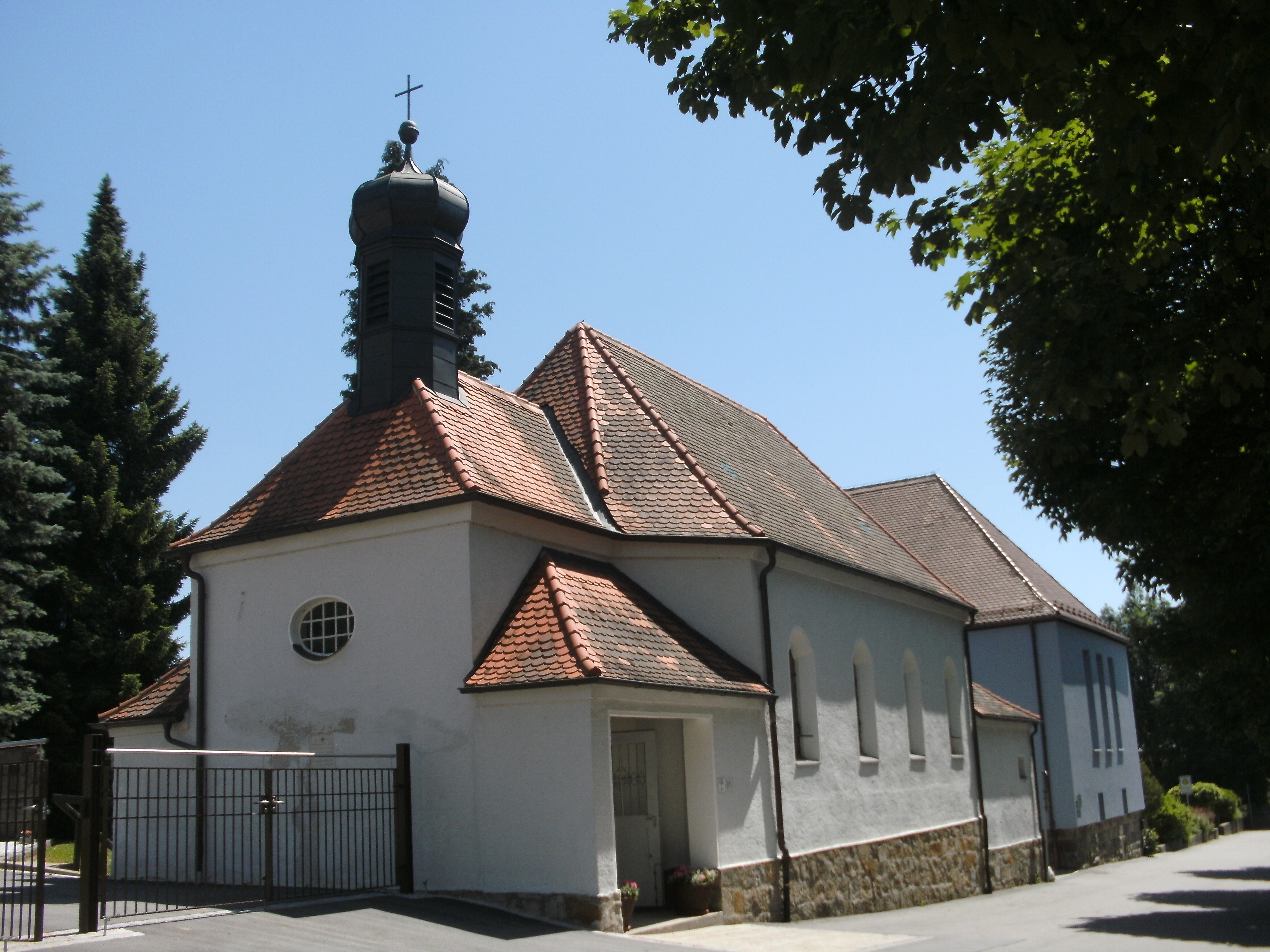
Friedhof- und Gedächtniskapelle Eslarn

Die römisch-katholische Friedhofskapelle St. Sebastian im Oberpfälzer Markt Eslarn liegt an der Friedhofstraße 4 und 6.

## Geschichte
Die erste Friedhofskapelle ist 1612 in Eslarn errichtet worden. Von Anfang an hatte sie als Patron den heiligen Sebastian. Im Visitationsprotokoll von 1656 heißt es, hier werde die „Leichpredigt“ verrichtet. 1695 wurde die durch einen Brand zerstörte Kapelle abgebrochen und von Grund auf neu erbaut. In der Beschreibung der Pfarreien 1723/24 durch Weihbischof Gottfried Langwerth von Simmern wird die Kirche ebenfalls als Kapelle des Hl. Sebastian bezeichnet. In der Pfarrbeschreibung von 1860 heißt es, die Kapelle sei „Ex voto“, d. h. aufgrund eines Gelübdes, errichtet worden, was aber nicht stimmen kann. Zwar stiftete der Eslarer Bürger Andreas Bauriedl 1775 zur Erweiterung der Kapelle 600 Gulden, aber der Magistrat weigerte sich, den Bau ausführen zu lassen, obwohl schon das Baumaterial beschafft worden war. Am 18. Oktober 1818 wurden diese Kirche und viele andere Häuser des Ortes durch ein Feuer zerstört. Von der Kapelle blieben nur vier nackte Wände stehen. 1824 ging man daran, die Kirche wieder aufzubauen. Am 23. November 1824 meldete Pfarrer Joseph Maximilian Vogl dem bischöflichen Ordinariat, die Sebastianskirche gehe in Bälde ihrer Vollendung entgegen. Der angekaufte Altar stamme „von einer Kirche in Amberg“. Bei dem nächsten Großbrand von 1895 blieb die Kirche größtenteils verschont. Nach dem Ersten Weltkrieg wurde der alte Friedhof beim „Hofweiher“ aufgelassen und am 7. November 1920 wurde ein neuer Friedhof durch Pfarrer Georg Bayer eingeweiht. Dabei wurde auch die alte Friedhofskapelle abgerissen und am 17. September 1922 wurde die neue „Friedhof- und Gedächtniskapelle“ eingeweiht. Der Plan stammt von dem Regensburger Architekten Heinrich Hauberrisser. Der alte Altar wurde übernommen, aber ein neuer Kreuzweg von dem Kunstmaler Haller gestaltet, der dann später in die Pfarrkirche gekommen ist. Die Kapelle steht im Eigentum der katholischen Kirchenstiftung.
Die Kirche wird seit dem Zweiten Weltkrieg wegen des damaligen Zuzugs zahlreicher Heimatvertriebener der evangelisch-lutherischen Gemeinde für Gottesdienste zur Verfügung gestellt. 1945 wurde für Eslarn sogar eine evangelisch-lutherische Vikariat-Stelle geschaffen, die 1970 wieder aufgelöst wurde.

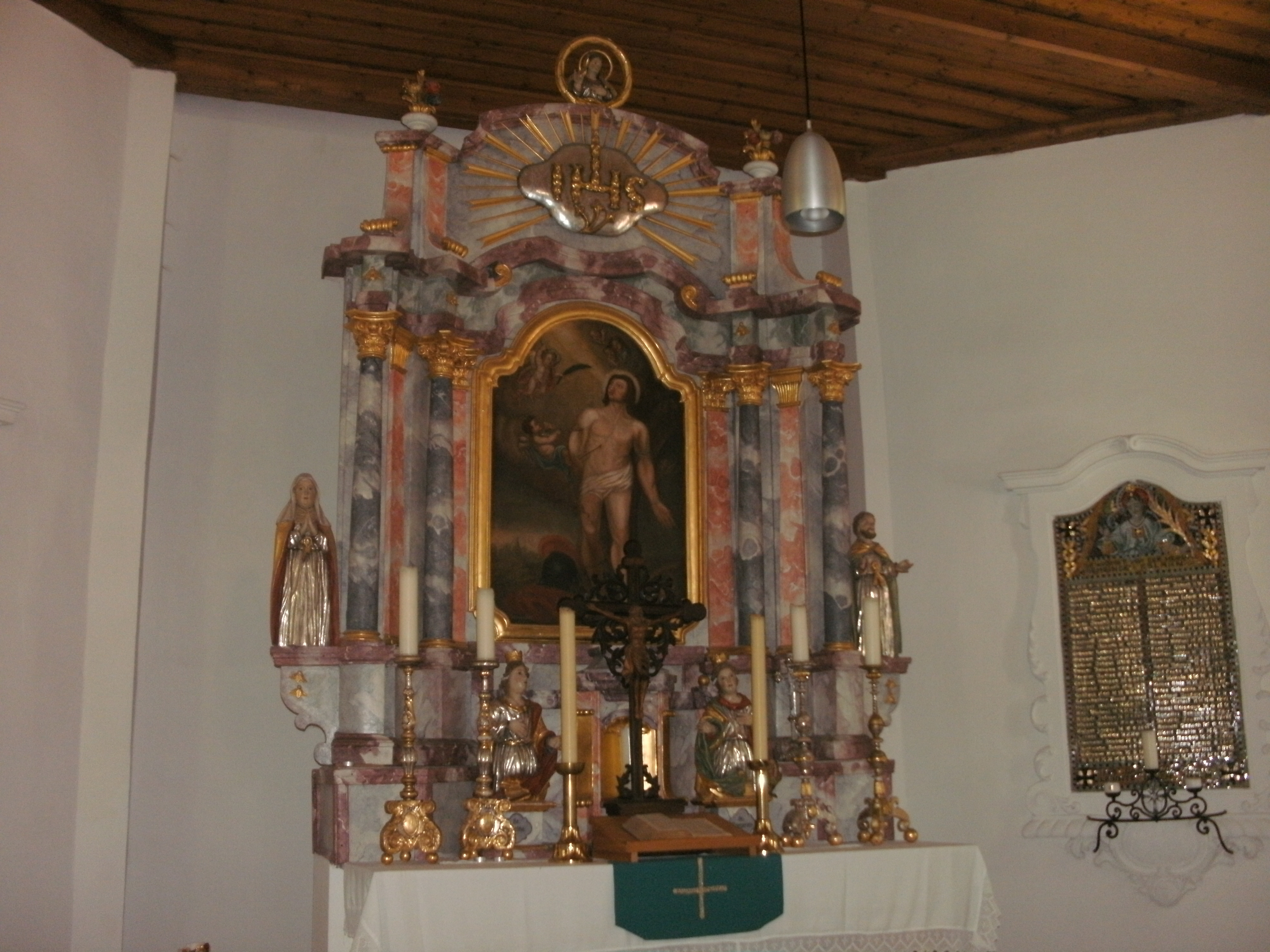
Hauptaltar der Eslarner Friedhof- und Gedächtniskapelle

## Baulichkeit
Die Kirche ist ein Saalbau mit einem Walmdach. Der Chorraum ist dreiseitig geschlossen. Die nach ausgerichtete Nordwesten Vorhalle besitzt einen Dachreiter. Der barocke Hauptaltar stellt den Hl. Sebastian dar.